# NGC 4794
NGC 4794 este o galaxie spirală situată în constelația Corbul. A fost descoperită în 27 martie 1786 de către William Herschel. Se află la o distanță de 61,38 de megaparseci de Pământ.